# Mr. Jack, a Hallroom Hero
Mr. Jack, a Hallroom Hero è un cortometraggio muto del 1916 diretto da C.J. Williams.

## Produzione
Il film fu prodotto dalla Vitagraph Company of America.

## Distribuzione
Distribuito dalla General Film Company, il film - un cortometraggio in una bobina - uscì nelle sale cinematografiche statunitensi il 21 febbraio 1916.